# Nogometna reprezentacija Zelenortske Republike
Nogometna reprezentacija Zelenortske Republike (portugalski: Seleção nacional de futebol de Cabo Verde; priznata kao Cabo Verde od strane FIFA-e) predstavlja Zelenortsku Republiku u međunarodnom nogometu, a kontrolira je Nogometni savez Zelenortske Republike. Momčad se nikada nije kvalificirala za FIFA Svjetsko nogometno prvenstvo, ali se kvalificirala na četiri turnira Afričkog kupa nacija, 2013., 2015., 2021. i 2023. Došli su do četvrtfinala 2013. i 2023. godine.
Zelenortska Republika postala je nezavisna od Portugala 1975. godine. Prva utakmica reprezentacije bio je poraz od Gvineje rezultatom 1-0 29. svibnja 1978. na turniru u Gvineji Bisau. Nogometni savez Zelenortske Republike osnovan je 1982. godine, a pridružio se FIFA-i 1986. godine.
Zelenortska Republika ima više stanovnika u inozemstvu nego u domovini pa su iseljenici glavni izvor igrača. Većina sadašnjih reprezentativaca igra izvan Zelenortske Republike (uglavnom u Europi, ali također i u Aziji), a neki su rođeni i izvan domovine.
Mnogo igrača podrijetlom iz Zelenortske Republike odlučilo je igrati za druge reprezentacije uglavnom za Portugal kao: Nani, Silvestre Varela, Rolando, Miguel Monteiro, Manuel Fernandes, Patrick Vieira (igrao za Francusku), Gelson Fernandes (igrao za Švicarsku), Henrik Larsson (igrao za Švedsku) i dr.